# Ніжинський краєзнавчий музей імені Івана Спаського
Ні́жинський краєзна́вчий музе́й і́мені Іва́на Спа́ського — міський краєзнавчий музей у Ніжині на Чернігівщині, що має велике зібрання предметів, документів, фотографій тощо з історії, етнографії і культури Ніжинщини.

## Загальні дані
Ніжинський краєзнавчий музей імені Івана Спаського розташований у само́му середмісті Ніжина за адресою: вул. Батюка, 6, м. Ніжин, Україна. 
Музей розмістився у двоповерховому цегляному будинку, що належав ніжинському купцю 1-ї гільдії, спадковому почесному громадянину Д'яченко Пантелеймону Івановичу (збудовано в сер. XIX ст.).
Директор закладу — т.в.о. Брязкало Тетяна Вікторівна.

## Керівники
- 1967–1986 — Шоходько Володимир Семенович[1];

- 2008–2016 — Назаренко Геннадій Владиславович[2][3];

- 2016–2022 — Дудченко Геннадій Миколайович[4];

- 2022 — т.в.о. Брязкало Тетяна Вікторівна[5].

## Історія закладу

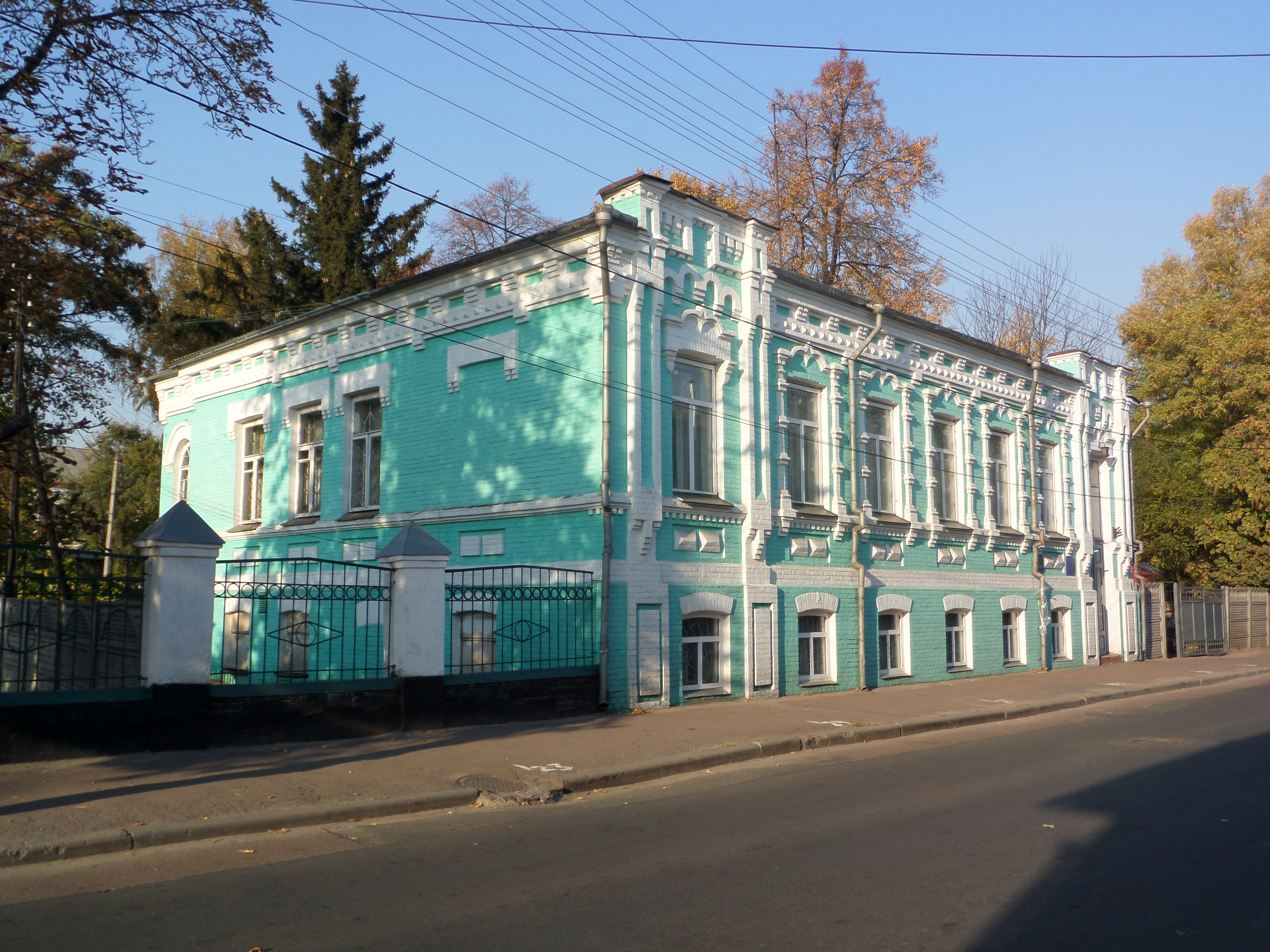
2015

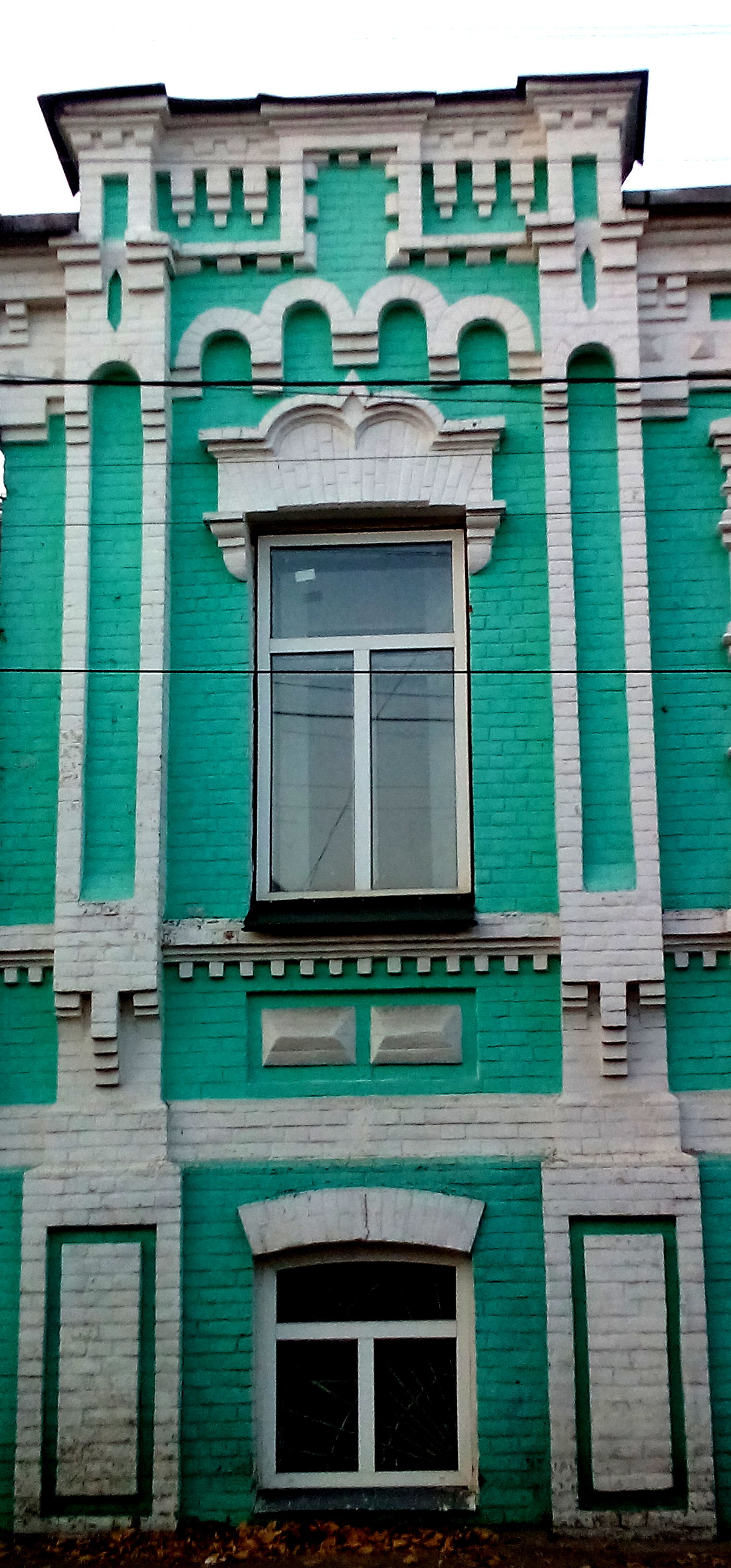
2015

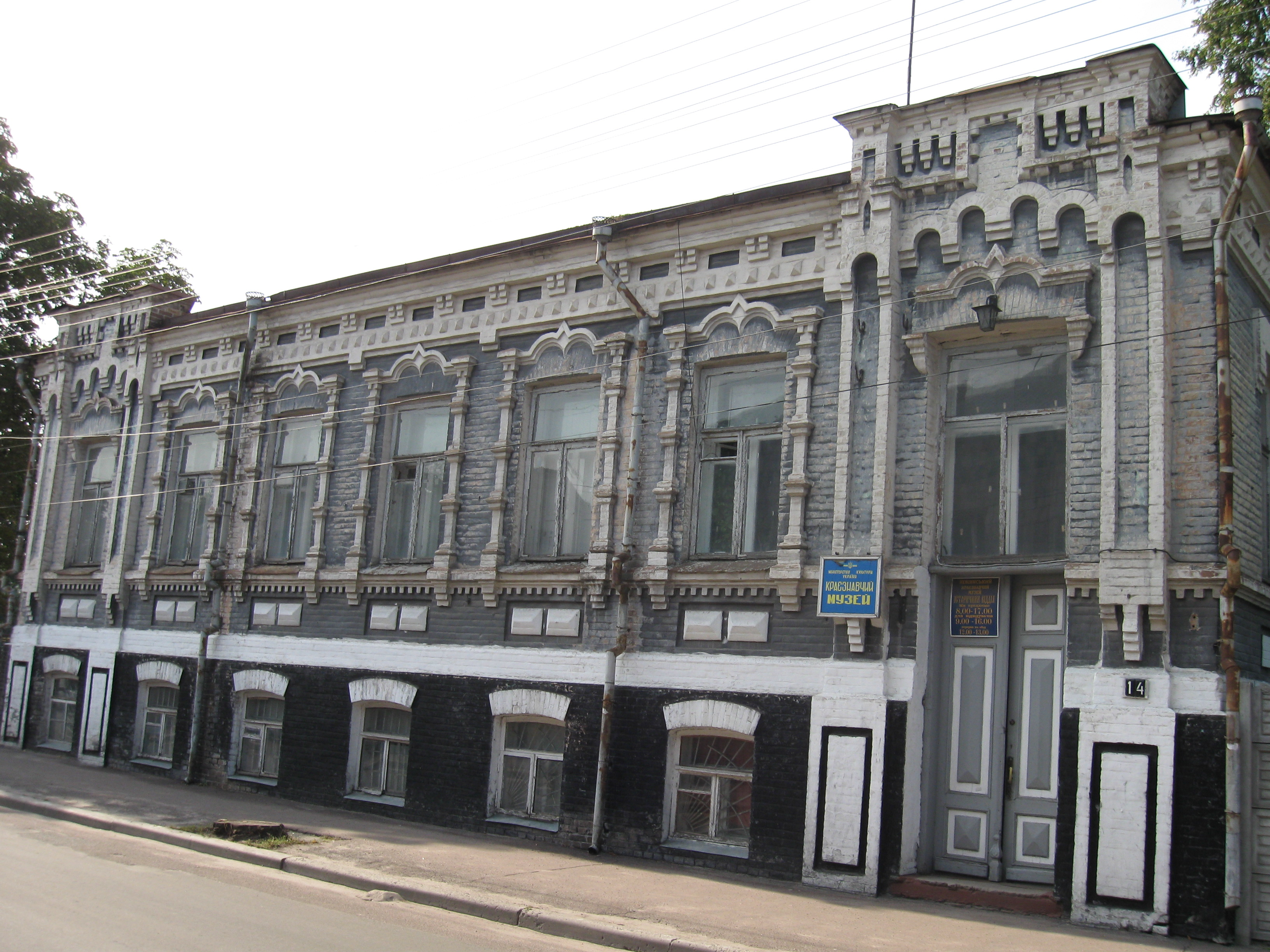
2009

### Початки музейної справи на Ніжинщині
Музейна справа в Ніжині має більш ніж столітню історію. Створенню першого міського публічного музею передували роки накопичення матеріалів, пов'язані з понад сторічним існуванням у місті Гімназії вищих наук князя Безбородька, згодом Ніжинського історико-філологічного інституту. Навчальний заклад отримав багато подарунків від своїх попечителів — графа Олександра Кушелева-Безбородька та його сина Григорія. До Гоголівських свят 1902 та 1909 рр.за ініціативою професора П.Заболоцького у помешканні бібліотеки інституту було відкрито "Гоголівську кімнату", яка й стала першим музейним закладом міста. 
У 1919 р. в середовищі ніжинських освітян виникла ідея створити на базі "Гоголівської кімнати" історико-етнографічний музей. Поки йшла робота по впорядкуванню інститутських колекцій, 7 листопада 1920 р. в будинку по вулиці Київській відкрився перший міській публічний Музей історії мистецтв та етнографії. Його фундатором був мистецтвознавець та етнограф В.І. Лесючевський (1892-1942). Але за браком коштів на його утримання музей було закрито у жовтні 1921 р. Експонати Музею історії мистецтв та етнографії були передані до Ніжинського інституту народної освіти (НІНО), де їх розмістили у двох кімнатах колишнього гардеробу. Музей при НІНО працював до 1927 р. Його керівниками були професори О.Грузинський, І.Семенов, К.Штеппа. У 1924 р. музейні площі значно розширились. Під експозиції було передано приміщення колишньої інститутської Свято-Олександрівської церкви, прилеглі чотири кімнати та приміщення інститутської бібліотеки. 
У травні 1927 р. на базі музею НІНО розпочав свою роботу Ніжинський окружний музей імені Миколи Гоголя, який очолив І.Спаський (1904-1990). Музей було взято на окружний бюджет, весь час поповнювалась збірка, створювались нові відділи (зокрема, історико-революційний, "Театральний куточок М.Заньковецької"), поступово збільшувалось число відвідувачів ( у 1927 — 3300 чоловік, у 1929 — 4582 відвідувачів). У 1934 р. Ніжинський окружний музей імені Миколи Гоголя було закрито. Формальним приводом для закриття стала крадіжка частини нумізматичної колекції.Справжня ж причина ліквідації музею була інша - посилення тоталітарного режиму, згортання політики українізації, скорочення напрямків краєзнавчих досліджень. За наказом наркома освіти В.Затонського колекції музею були розпорошені: рукописи М.Гоголя були передані до рукописного відділу ЦНБ у Києві, нумізматична колекція - до Музейного містечка на території Києво-Печерського історико-культурного заповідника, експонати Театрального куточка М.Заньковецької — до Київського театрального музею. З того часу одне з найстаріших міст України понад тридцять років не мало музею. 

### Розвиток краєзнавчого музею
І тільки з відродженням у 50-ті рр. ХХ ст. краєзнавчого руху, серед наукової інтелігенції міста з'явилась ідея відродити музейний заклад. Підготовчі роботи по відкриттю музею тривали шість років. Від 1961 року ініціативна група на чолі з Г.Неділько — доцентом Ніжинського державного педагогічного інституту ім. М.Гоголя, до складу якої увійшли науковці та творча інтелігенція міста: викладачі НДПІ Г.Васильківський, І. Костенко та В.Шевченко, лектор міському КП України В.Шоходько, місцевий художник В.Оліфіренко та інші, працювала, збираючи експонати та складаючи експозиційні плани, налагодила листування з різними установами та приватними особами. У 1967 р. під музей було виділено приміщення по вул. Батюка, 14, колишній будинок купецької родини Дяченків. На початку 1967 р. відремонтоване приміщення було передано оргкомітету. Урочисте відкриття музею відбулось 4 листопада 1967 р. Першим його директором було призначено В.Шоходька, який у подальшому очолював відроджений заклад протягом 20 років. Музей відкрився на громадських засадах, але високий рівень створених експозицій та потужні фонди, зібрані за шість років, дозволили у наступному, 1968-му отримати державне фінансування та статус філіалу Чернігівського обласного історичного музею. 
У 1976 р. при музеї створюється природничий відділ. Експозиції двох відділів розміщались у 9-ти залах ( 6 в історичному відділі і 3 в природничому) . 4 вересня 1991 р. було відкрито художній відділ Ніжинського краєзнавчого музею (окрема будівля по вул. Батюка, 6). В постійній експозиції відділу можна побачити художні твори митців, чия творчість пов'язана з Ніжином та Ніжинщиною. Зокрема це картини В. Доброліжа, С. Шишка, П. Орла, О. Якімченка.
У дні святкування 1000-ліття Ніжина 16 вересня 1993 р. відкрилась експозиція нового відділу музею «Поштова станція» в одному з флігелів історичних будівель ніжинської поштової станції XVIII століття. В експозиції відділу можна побачити старовинні меблі, колекцію піддужних дзвоників та дорожніх скринь, посуд, колекцію поштових листівок XIX та початку XX ст.
У грудні 2009 р. сесія Ніжинської міської ради ухвалила рішення надати Ніжинському краєзнавчому музею ім'я Івана Георгійовича Спаського, уродженця Ніжина, вченого-нумізмата, краєзнавця та мистецтвознавця, який сорок років очолював Відділ нумізматики Державного Ермітажу у Санкт-Петербурзі.
Сьогодні Ніжинський краєзнавчий музей — це потужний культурно-просвітній та науковий комплекс. Його фонди нараховують 33 тис. одиниць зберігання. Кожного року через музейні зали проходять понад 10 тис. відвідувачів, проводяться близько 1000 екскурсій. З травня 2011 р. музей видає науковий альманах "Ніжинська старовина" та власну газету "Ніжинські старожитності" (співзасновник Центр пам'яткознавства НАН України і УТОПІК). Співробітники музею, досліджуючи історію Ніжина, опублікували сотні наукових та науково-популярних статей, збірників, монографій, виступили організаторами наукових читань, конференцій, археологічних експедицій та активними учасниками круглих столів, семінарів. Музей живе, розвивається, змінюється сам та змінює місто.

## Фонди та експозиція

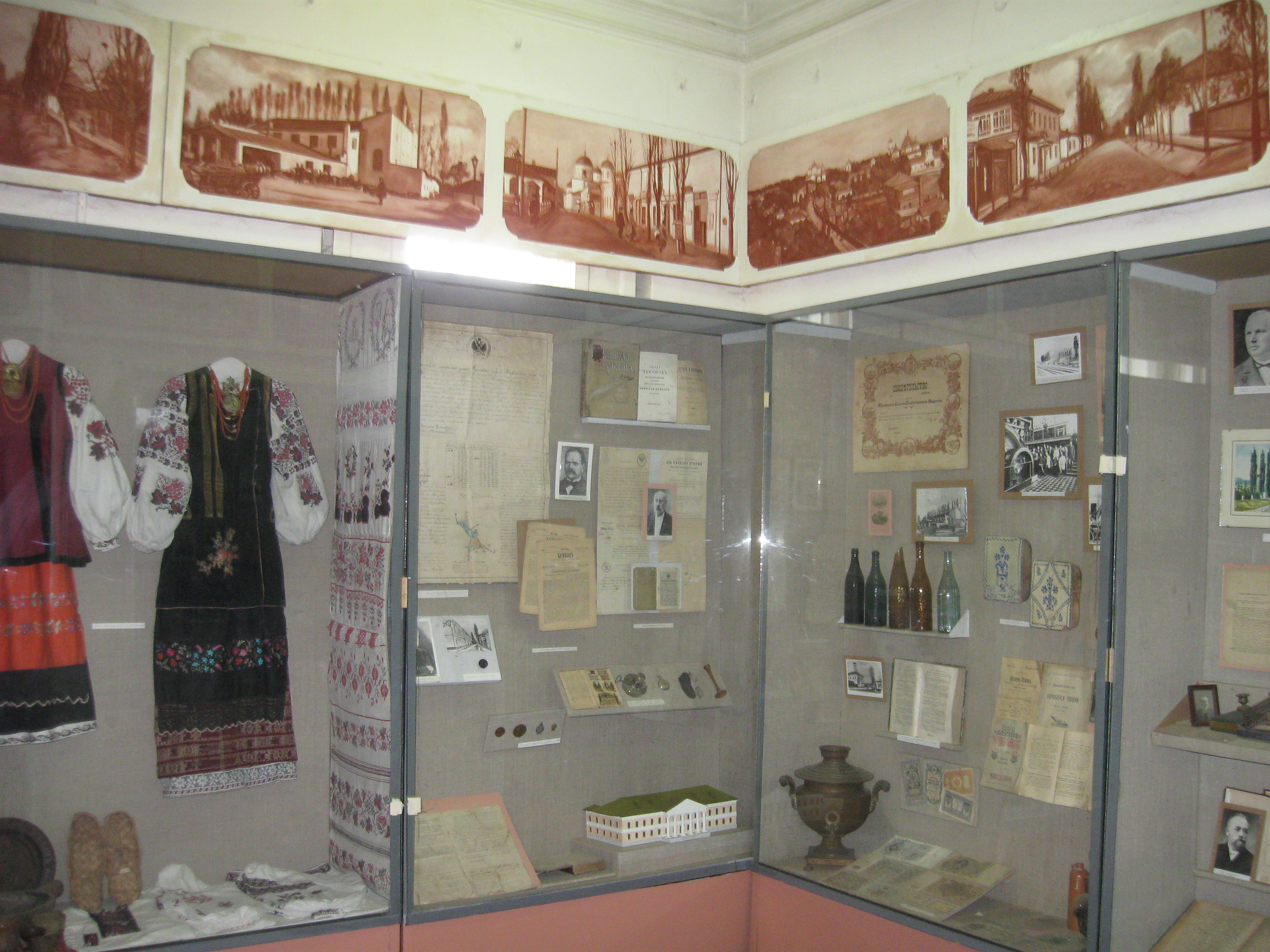
У другій (Новий і Новітній час, етнографія) залі

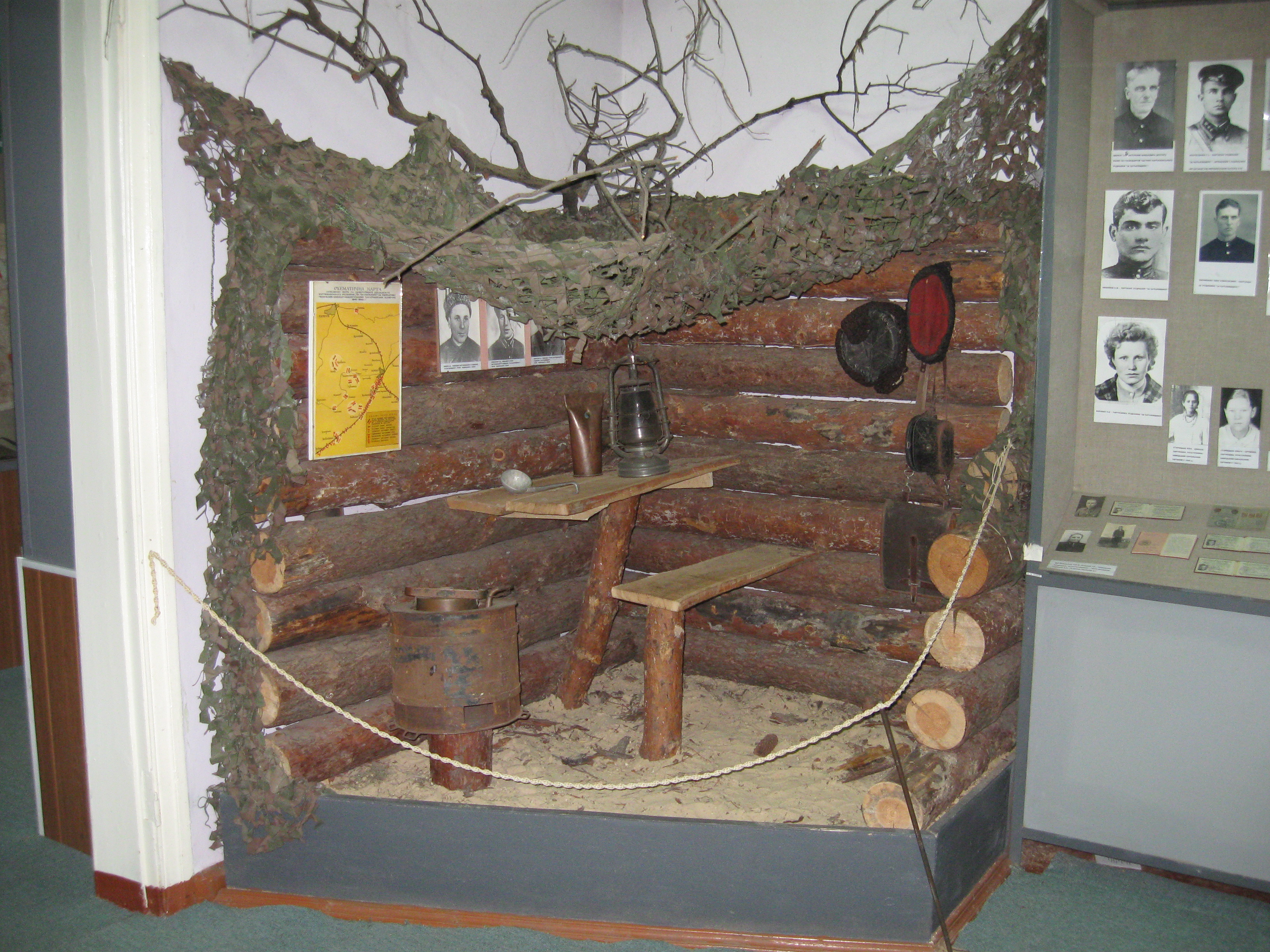
Відтворення партизанської криївки часів ДСВ у четвертій залі

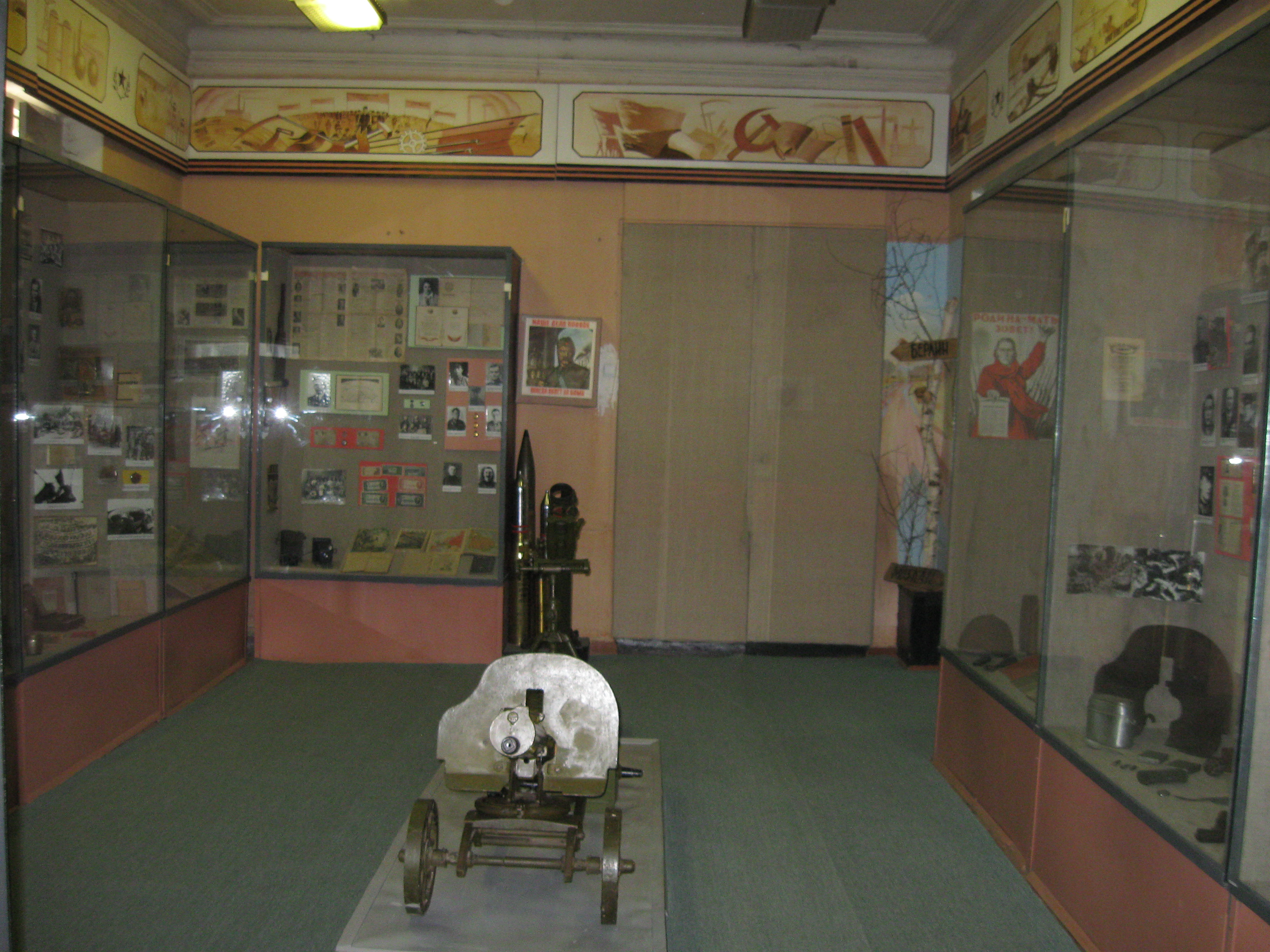
У третій (Друга Світова війна) залі

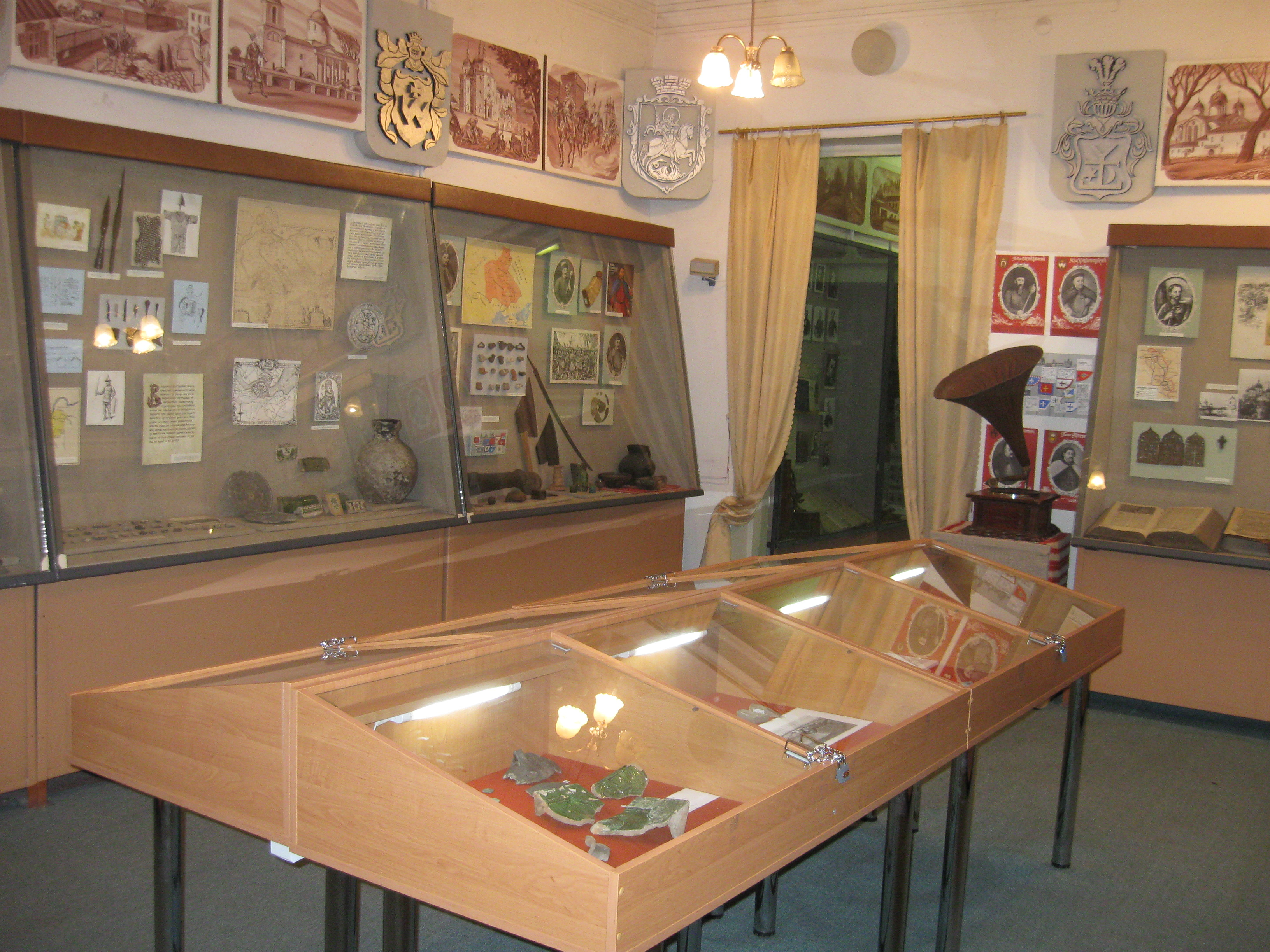
У першій (давня, Середньовічна, початок Нового часу) залі музею

Ніжинський краєзнавчий музей музей володіє надзвичайно багатими фондами, які надають можливість сформувати дуже цікаві експозиції, в т.ч. тимчасові тематичні. 
Найцікавіші колекції з фондів музею: 
- оригінальні документи XVII — XX ст.ст.;
- ордени та медалі, нумізматика та філателія;
- рушники, предмети побуту і народний традиційний одяг XIX — XX ст.ст.;
- ікони та книги XVIII — XIX ст.ст.;
- холодна і вогнепальна зброя XVIII — XX ст.ст.
- археологічна колекція- кам'яні та залізні знаряддя праці, фрагменти ліпного керамічного посуду

До складу Ніжинського краєзнавчого музею ім. І. Спаського входять: відділ історії м.Ніжина, відділ «Природа Приостер’я», художнього відділ, відділ «Поштова станція», відділ археології та історії підземного Ніжина, відділ фондів.
У 6-ти залах відділу історії м.Ніжина понад тисячу експонатів розповідають історію міста з прадавніх часів до сьогодення. Можна ознайомитись з пам'ятками дописемної стародавньої історії від палеоліту до Київської Русі:кам'яні та залізні знаряддя праці, наконечники стріл та побутові речі скіфського періоду, жіночі прикраси, перші християнські культові речі.Рідкісні експонати розповідають про національно-визвольну боротьбу українського народу у XVII ст. ( предмети озброєння та побуту ніжинських козаків, порохівниця XVI ст.). Експонати іншої вітрини представляють Ніжин як містечко ремісників (вироби ковалів, гончарів, столярів, золотарів тощо). Історія грецького братства, що утворилось в місті наприкінці XVII ст., представлена гетьманськими Універсалами, культовими та побутовими речами (чудова колекція мідних кавників). В експозиції відділу представлені оригінальні документи і речі, що презентують реформи кінця XIX ст. Висвітлені трагічні події Першої світової війни, державотворчих змагань українського народу у 1917-1920-му роках, Голодомору та політичним репресіям 20-30-х років XX ст. Тема Другої світової війни представлена оригінальними документами окупаційного періоду, яскраво висвітлено тему партизанського руху на Ніжинщині та діяльності підпільної організації під керівництвом "єдиного сліпого солдату світу" Якова Батюка. Окрема вітрина присвячена сучасним подіям на сході України. В експозиції відділу історії Ніжина представлені меморіальні речі мореплавця Ю.Лисянського, історика, академіка М.Нєчкіної, академіка О.Богомольця, всесвітньо відомого трубача Т.Докшицера.
Відділ "Природи Приостер'я" один з найстаріших відділів музею. Він був відкритий у 1976 р. з метою вивчення природи рідного краю та популяризації екологічних знань. До уваги відвідувачів представлені геологічні, палеонтологічні зібрання, презентаційні панорами природи різних пір року. Таксидермічні скульптури денних, нічних хижих птахів, птахів водойм та луків надають чудову можливість знайомства з пташиним світом. Нікого не залишать байдужими бобер, граційна козуля, обережна лисиця, полохливий заєць та ін.Діє при відділ зоологічний куточок.
Відділ "Поштова станція" було створено на базі унікального, єдиного в Україні архітектурного комплексу поштової станції кінця XVIII ст. Ніжинська поштова станція була однією з найбільших на перетині головних поштових трактів із Західної Європи через Київ на Москву та із Санкт-Петербурга до Криму. Музейна експозиція, що розміщена у флігелі станційного доглядача, висвітлює історію кінної пошти України від часів Київської держави до кінці XIX ст.. Представлені оригінальні колекції документів, письмового приладдя, речей дорожнього побуту, поштові марки та листівки. В окремому залі відтворено інтер'єр кімнати станційного доглядача з його робочим місцем та куточком для подорожніх. Меморіальний розділ експозиції присвячений життю та творчості художника-баталіста, академіка, професора Петербурзької Академії мистецтв М.Самокиша, який у 1860-му році народився в цьому будинку у родині поштового службовця. На Ніжинській поштовій станції зупинялося багато відомих людей: Г.Сковорода,С.Гулак-Артемовський, Т.Шевченко, А.Міцкевич, Марко Вовчок, М.Гоголь, Є.Гребінка, О.Афанасьєв-Чужбинський, В.Штернберг, М.Ломоносов, Ф. де Міранда, О.Пушкін, О.Грибоєдов, В.Даль, М.Лисенко, М.Глінка, А.Керн, І.Рєпін, Л.Глібов, М.Лєсков та інші. 
Художній відділ як структурний підрозділ музею було відкрито 14 вересня 1991 р. Експозиція відділу розгорнута в 4-х залах та презентує творчість художників, митців, майстрів XIX-ХХІ ст.найрізноманітніших жанрів та художніх напрямків. Класична школа реалістичного живопису представлена роботою М.Ге (1831-1894). Українську школу соцреалізму представляє творчість Народного художника УРСР та СРСР С.Шишка (1911-1997), членів Національної спілки художників України П.Орла (1931-2004) та М.Стратілата ( р.н. 1942). Український живопис цього ж періоду за кордоном представлений пейзажними роботами члена української діаспори в Канаді В.Доброліжа (1913-1973). Сучасне образотворче мистецтво представлено картинами членів Національної спілки художників України С.Рибака (р.н. 1950) - фантастичний експресіонізм; та Ю.Галича (1952-2008) - імпресіонізм. До 150-річчя М.Заньковецької (1854-1934) у серпні 20004 р. була відкрита експозиція присвячена життю та творчості першої Народної артистки України.Тут модна побачити особисті речі актриси, оригінали театральних афіш та програмок, цінні історичні матеріали та фотодокументи. Експозиція наступного залу присвячена творчості О.Якимченка (1878-1929), художника, чиє ім'я стоїть поряд з іменами членів творчого об'єднання "Мир искусств" О.Бенуа, Є.Лансере, М.Добужинського, Л.Бакста. Крім графічних робіт та гравюр в експозиції представлені меморіальні речі художника. Експозиційна площа останнього 4-го залу використовується для облаштування тимчасових виставок, де мали змогу представити свою творчість митці з Ніжина, Прилук, Києва, Черкас, Сокола, Новгород-Сіверського, Білої Церкви та ін. 
Відділ археології та історії підземного Ніжина наймолодший в структурі Ніжинського краєзнавчого музею імені Івана Спаського (був створений у 2018 р.). Співробітники відділу займаються систематизацією археологічної збірки музею, влітку проводять розкопки історичної частини міста. Організували Клуб історичної реконструкції. На замовлення відвідувачів проводять майстер-класи з гончарства та стрільби з луку (копія луку XI ст.)

## Виноски
1. ↑  100 років від дня народження першого директора Ніжинського краєзнавчого музею. mynizhyn.com (укр.). Mynizhyn.com. 12 листопада 2021. Процитовано 18 березня 2025.
2. ↑  Геннадій Назаренко: "Прожив цікаве життя і змінити нічого не хотів би, навіть якби була можливість". nizhyn.city (укр.). Ніжин.City. 10 лютого 2021. Процитовано 18 березня 2025.
3. ↑  Календар Ніжина на лютий 2021 рік: дати, події, імена. nizhyn.city (укр.). Ніжин.City. 30 січня 2021. Процитовано 18 березня 2025.
4. ↑  Директором Ніжинського краєзнавчого музею обрано Геннадія Дудченка. nizhynrada.gov.ua (укр.). Ніжинська міська рада. 14 липня 2016. Процитовано 18 березня 2025.
5. ↑  Ніжинський краєзнавчий музей став осередком культури та комунікації — Тетяна Брязкало. mynizhyn.com (укр.). Mynizhyn.com. 8 березня 2025. Процитовано 18 березня 2025.
6. ↑  Ніжинський краєзнавчий музей // Чернігівщина:Енциклопедичний довідник (За ред. А.В. Кудрицького)., К.: УРЕ, 1990, стор. 519
7. ↑  Про присвоєння Ніжинському краєзнавчому музею імені Івана Георгійовича Спаського[недоступне посилання з липня 2019]
8. ↑  Ніжинський краєзнавчий музей – Управління культури і туризму. nizhyncultura.com.ua (укр.). Архів оригіналу за 21 лютого 2017. Процитовано 20 лютого 2017.